# Charles H. Cowles
Charles Holden Cowles (* 16. Juli 1875 in Charlotte, North Carolina; † 2. Oktober 1957 in Mocksville, North Carolina) war ein US-amerikanischer Politiker. Zwischen 1909 und 1911 vertrat er den Bundesstaat North Carolina im US-Repräsentantenhaus.

## Werdegang
Charles Cowles war ein Neffe des Kongressabgeordneten William H. H. Cowles (1840–1901) und mütterlicherseits ein Enkel von Gouverneur William Woods Holden (1818–1892). Im Jahr 1885 zog er mit seinen Eltern nach Wilkesboro, wo er sowohl öffentliche als auch private Schulen besuchte. Er absolvierte die Wilkesboro Academy und belegte einen Kurs in Wirtschaftslehre. Gleichzeitig begann er als Mitglied der Republikanischen Partei eine politische Laufbahn. In den Jahren 1897 und 1914 saß er im Gemeinderat von Wilkesboro. Zwischen 1899 und 1901 war er Verwaltungsangestellter beim Bundesgericht in Statesville und Wilkesboro. Danach war er von 1901 bis 1903 Privatsekretär des Kongressabgeordneten Edmond Spencer Blackburn. In den Jahren 1904 bis 1908, 1920 bis 1924, 1928 bis 1930 und 1932 bis 1934 war er Abgeordneter im Repräsentantenhaus von North Carolina. Von 1904 bis 1916 war er Delegierter zu allen Republican National Conventions.
Bei den Kongresswahlen des Jahres 1908 wurde Cowles im achten Wahlbezirk von North Carolina in das US-Repräsentantenhaus in Washington, D.C. gewählt, wo er am 4. März 1909 die Nachfolge von Richard N. Hackett antrat. Da er im Jahr 1910 dem Demokraten Robert L. Doughton unterlag, konnte er bis zum 3. März 1911 nur eine Legislaturperiode im Kongress absolvieren. Im Jahr 1916 wurde Cowles von der Progressiven Partei für die Wahlen zum US-Senat nominiert; er lehnte diese Nominierung aber ab.
Cowles war auch journalistisch tätig. Zwischen 1906 und 1919 gab er die Zeitung „Wilkes Patriot“ heraus. Während des Ersten Weltkrieges gehörte er dem Sicherheitsrat im Wilkes County an. Neben seinen Zeiten als Abgeordneter im Repräsentantenhaus seines Staates gehörte Cowles von 1938 bis 1940 auch dem Senat von North Carolina an. Während des Zweiten Weltkrieges war er im Wilkes County Vorsitzender des Preisstabilitäts- und Rationierungsausschusses. Bis zum Eintritt in den Ruhestand im Oktober 1956 arbeitete Charles Cowles wieder in der Verwaltung des Bundesgerichts in Wilkesboro. Dort starb er am 2. Oktober 1957.